# Goryczkowa Bula

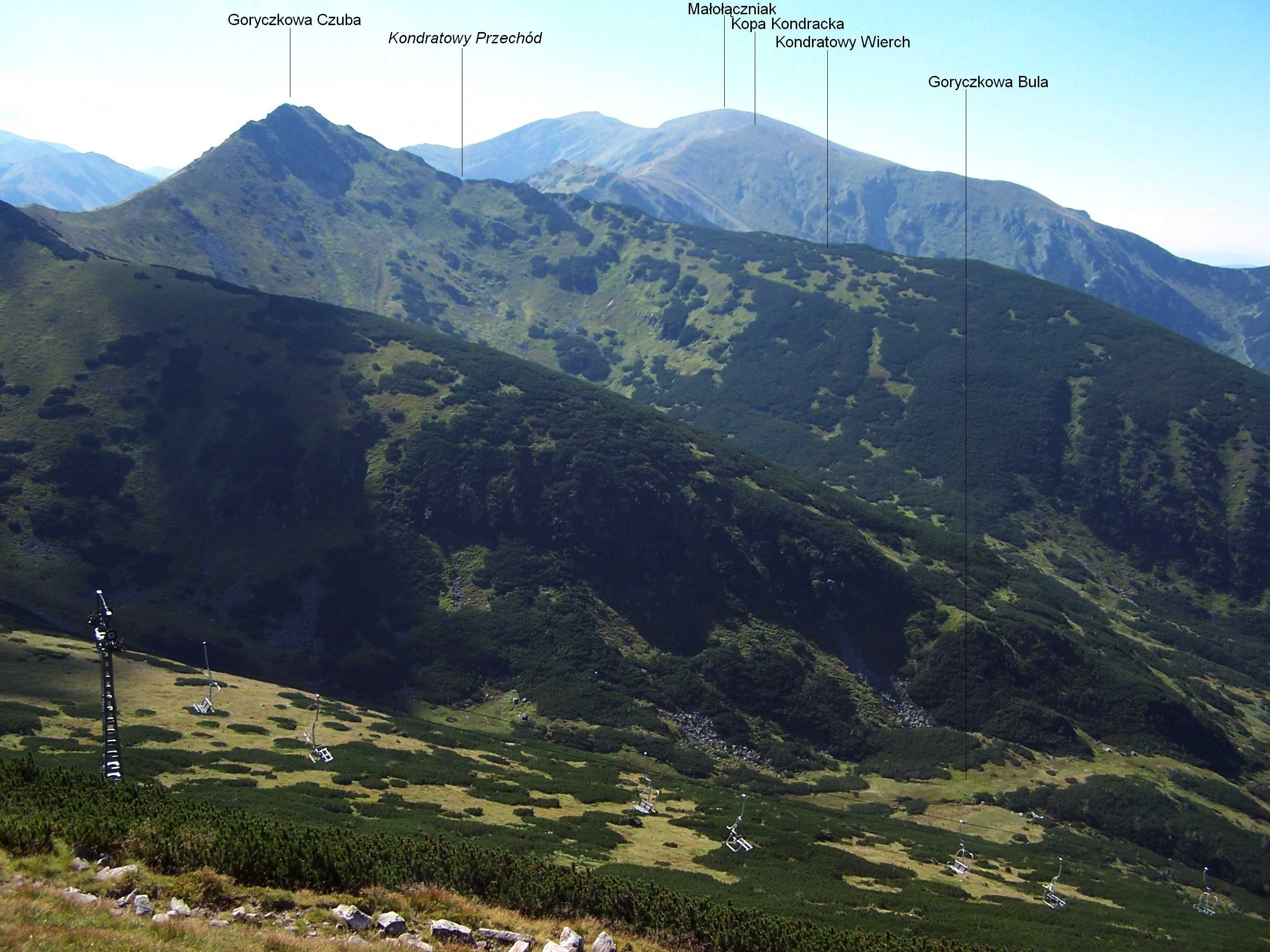
Widok z północnej grani Kasprowego Wierchu

Goryczkowa Bula – położona na wysokości 1560 m rówień w Dolinie Goryczkowej w polskich Tatrach Zachodnich. Znajduje się w dolnej części Szyjki, czyli zwężenia Doliny pod Zakosy, po lewej orograficznie stronie Goryczkowego Potoku. Jest to całkowicie pozioma, trawiasta i podmokła rówień, która dobrze nadaje się na lądowisko dla helikopterów TOPR, często też jest w tym celu wykorzystywana.
Nie prowadzą tędy szlaki turystyczne, zimą natomiast jeżdżą tutaj narciarze. Na Goryczkowej Buli znajduje się rozgałęzienie nartostrady z Kasprowego Wierchu.